# Cardioglossa pulchra
Cardioglossa pulchra är en groddjursart som beskrevs av Schiøtz 1963. Cardioglossa pulchra ingår i släktet Cardioglossa och familjen Arthroleptidae. IUCN kategoriserar arten globalt som starkt hotad. Inga underarter finns listade.